# Danny van Bakel
Nguyễn (Danny) van Bakel (Geldrop, 8 december 1983) is een Nederlands voormalig voetballer met zowel de Vietnamese als Nederlandse nationaliteit, die bij voorkeur als verdediger speelde.
Van Bakel begon in de jeugd bij SV Braakhuizen in Geldrop voor hij in de jeugdopleiding van Helmond Sport kwam. Daar speelde hij tussen 2002 en 2005 in totaal 19 wedstrijden in de Eerste divisie. Hierna ging hij voor Dijkse Boys spelen met een onderbreking in het seizoen 2008/09 in België bij Cappellen FC. In het seizoen 2009/10 werd hij voor negen wedstrijden geschorst na een handgemeen. Met Dijkse Boys promoveerde hij dat jaar naar de Topklasse waar de club in november failliet ging. De rest van het seizoen 2010/11 speelde hij bij Lutlommel VV in de Belgische vierde klasse. Hierna zou Van Bakel bij Patro Maasmechelen gaan spelen maar hij verkoos een contract voor anderhalf jaar bij Binh Duong FC uit Vietnam. In 2013 speelde hij voor Đồng Nai FC en kwam in 2014 te spelen voor Thanh Hóa FC. Hij is getrouwd met de Vietnamese DJ Myno (artiestennaam van Nguyễn Thị Ngọc My), met wie hij twee kinderen heeft. Begin 2016 verkreeg hij tevens de Vietnamese nationaliteit en nam de naam Nguyễn van Bakel aan. In juni 2018 werd zijn contract bij Thanh Hóa FC ontbonden, waarop hij besloot zijn voetbalschoenen aan de wilgen te hangen.